# Archiargiolestes pusillissimus
Archiargiolestes pusillissimus е вид водно конче от семейство Megapodagrionidae. Видът е почти застрашен от изчезване.

## Разпространение
Разпространен е в Западна Австралия.